# 310 heliks
310 heliks je tip sekundarne strukture prisutne (retko) u proteinima.

## Struktura
Aminokiseline u 310-heliksu su raspoređene u obliku desnoruke heliksne strukture. Svaka aminokiselina odgovara zaokretu heliksa od 120° (i.e., tri ostatka po zaokretu), translaciji od 2.0 Å (= 0.2 ) duž heliksne ose, i ima 10 atoma u prstenu formiranom uspostavljanjem vodonične veze.  grupa aminokiseline formira vodoničnu vezu sa  grupom aminokiseline koja je tri ostatka ispred nje. Ovo ponavljajuće i&nbsp;+&nbsp;3&nbsp;→&nbsp;i vodonično vezivanje definiše 310-heliks. Slične strukture su α-heliks (i&nbsp;+&nbsp;4&nbsp;→&nbsp;i vodonično vezivanje) i π-heliks i&nbsp;+&nbsp;5&nbsp;→&nbsp;i vodonično vezivanje).
Ostaci u 310-heliksima tipično poprimaju (φ, ψ) diedralne uglove od oko (−49°, −26°). Diedralni uglovi su takvi da je zbir ψ diedralnog ugla jednog ostatka i φ diedralnog ugla susednog ostatka oko −75°. U poređenju s tim, zbir diedralnih uglova kod α-heliksa je oko −105°, dok je kod π-heliks oko −125°.
Opšta formula za rotacioni ugao Ω po ostatku polipeptidnog heliksa sa trans izomerima je
{\displaystyle 3\cos \Omega =1-4\cos ^{2}\left({\frac {\varphi +\psi }{2}}\right).}